# Shades of Blue
Shades of Blue ist eine US-amerikanische Krimiserie von Adi Hasak. Die Hauptrollen spielen Jennifer Lopez,  Ray Liotta und Drea de Matteo. Es wurden von 2016 bis 2018 von Nuyorican Productions, EGTV Productions, Ryan Seacrest Productions, Jack Roman Productions, Adi TV Studios und Universal Television drei Staffeln der Serie für den Fernsehsender NBC produziert.

## Handlung
Die alleinerziehende New Yorker Polizistin Harlee Santos hat mit finanziellen Problemen zu kämpfen. Für sie und ihre Tochter Christine ist das Polizeiteam wie eine Ersatzfamilie. Allerdings sind die von Lt. Matt Wozniak geführten Cops massiv in kriminelle Machenschaften verstrickt. Als ihnen die Korruptionsabteilung des FBI auf die Schliche kommt und Harlee für eine Spitzeltätigkeit Straffreiheit verspricht, muss sie sich zwischen einem besseren Leben für ihre Tochter und ihrer Loyalität gegenüber den anderen korrupten Kollegen entscheiden.

## Besetzung und Synchronisation
Die deutsche Synchronisation entstand unter der Dialogregie von Martin Keßler bei der Synchronfirma Arena Synchron in Berlin.
| Schauspieler      | Rollenname                             | Staffel | Folgen | Synchronsprecher     |
| ----------------- | -------------------------------------- | ------- | ------ | -------------------- |
| Jennifer Lopez    | Det. Harlee Santos                     | 1–3     | 36     | Natascha Schaff      |
| Ray Liotta        | Lt. Matt Wozniak                       | 1–3     | 36     | Udo Schenk           |
| Drea de Matteo    | Det. Tess Nazario                      | 1–3     | 36     | Kerstin Draeger      |
| Dayo Okeniyi      | Det. Michael Loman                     | 1–3     | 36     | Tobias Schmidt       |
| Hampton Fluker    | Det. Marcus Tufo                       | 1–3     | 36     | Marios Gavrilis      |
| Vincent Laresca   | Det. Tony Espada                       | 1–3     | 36     | Olaf Reichmann       |
| Warren Kole       | FBI-Agent Robert Stahl                 | 1–3     | 34     | Rainer Fritzsche     |
| Sarah Jeffery     | Cristina Santos                        | 1–3     | 32     | Victoria Frenz       |
| Gino Anthony Pesi | Assistant District Attorney James Nava | 1–3     | 21     | Dennis Schmidt-Foß   |
| Leslie Silva      | FBI-Agent Gail Baker                   | 1–3     | 19     | Vera Teltz           |
| Annie Chang       | FBI-Agent Molly Chen                   | 1–2     | 12     | Magdalena Turba      |
| Dov Davidoff      | Internal Affairs Detective Verco       | 2–3     | 18     | Matthias Deutelmoser |
| Cameron Scoggins  | Nate Wozniak                           | 2–3     | 12     | Roman Wolko          |

## Produktion und Ausstrahlung
Vereinigte Staaten
Im Februar 2015 bestellte NBC die erste Staffel mit 13 Episoden. Zeitgleich zur Serienankündigung wurde die Hauptrolle mit Jennifer Lopez besetzt. Executive Producer der Serie ist der US-amerikanische Fernsehmoderator Ryan Seacrest. Die Dreharbeiten zur ersten Staffel begannen im Juni 2015 in New York City.
Am 28. Oktober 2015 wurde bekanntgegeben, dass die Serie ab 14. Januar 2016 zu sehen sein wird. Dabei nahm sie den Sendeplatz der erst im Herbst 2015 gestarteten Serie The Player ein, deren Episodenorder auf neun Folgen gekürzt wurde. Kurze Zeit später wurde der Start auf den 7. Januar 2016 vorgezogen. Die Premiere verfolgten 8,55 Millionen Zuschauer und feierte damit einen starken Auftakt. Doch bereits in der darauf folgenden Woche verlor die Serie knapp zwei Millionen Zuschauer.
Am 5. Februar 2016 wurde die Serie um eine zweite Staffel verlängert, deren Ausstrahlung bei NBC ab 5. März 2017 stattfindet. Nach der Ausstrahlung von zwei Folgen der zweiten Staffel wurde die Serie um die dritte und letzte Staffel verlängert.
Deutschland
Die deutsche Erstausstrahlung war ab dem 18. Oktober 2016 beim Sender RTL zu sehen.

## Episodenliste

### Staffel 1
| Nr. (ges.) | Nr. (St.) | Deutscher Titel                                                     | Originaltitel            | Erstausstrahlung USA | Deutschsprachige Erstausstrahlung (D) | Regie             | Drehbuch                                                              |
| ---------- | --------- | ------------------------------------------------------------------- | ------------------------ | -------------------- | ------------------------------------- | ----------------- | --------------------------------------------------------------------- |
| 1          | 1         | Det. Santos und die Gefahr der Gerechtigkeit                        | Pilot                    | 7. Jan. 2016         | 18. Okt. 2016                         | Barry Levinson    | Adi Hasak                                                             |
| 2          | 2         | Alles mündet in Sünde                                               | Original Sin             | 14. Jan. 2016        | 18. Okt. 2016                         | Barry Levinson    | Jack Orman Idee: Jack Orman & J. David Shanks                         |
| 3          | 3         | Das falsche Gesicht muss verstecken, was das falsche Herz doch weiß | False Face, False Heart  | 21. Jan. 2016        | 25. Okt. 2016                         | Dan Lerner        | Mike Daniels & Wolfe Coleman                                          |
| 4          | 4         | Wer ist es, der mir sagen kann, wer ich bin?                        | Who Can Tell Me Who I Am | 28. Jan. 2016        | 1. Nov. 2016                          | Dan Lerner        | Yahlin Chang & Benjamin Lobato                                        |
| 5          | 5         | Aktion und Reaktion                                                 | Equal and Opposite       | 4. Feb. 2016         | 8. Nov. 2016                          | Dan Lerner        | Tamara Becher-Wilkinson & Julian Oliver Meiojas                       |
| 6          | 6         | Sündenfall                                                          | Fall of Man              | 11. Feb. 2016        | 15. Nov. 2016                         | Dan Lerner        | Mike Daniels & Wolfe Coleman Idee: Marta Gené Camps                   |
| 7          | 7         | Das unentdeckte Land                                                | Undiscovered Country     | 18. Feb. 2016        | 22. Nov. 2016                         | David Boyd        | Jack Orman & Wolfe Coleman Idee: Mike Daniels                         |
| 8          | 8         | Guter Bulle, böser Bulle                                            | Good Cop Bad Cop         | 25. Feb. 2016        | 29. Nov. 2016                         | David Boyd        | Nikki Toscano Idee: J. David Shanks                                   |
| 9          | 9         | Drahtseilakt                                                        | Live Wire Act            | 3. März 2016         | 6. Dez. 2016                          | Millicent Shelton | Wolfe Coleman & Tamara Becher-Wilkinson Idee: Tamara Becher-Wilkinson |
| 10         | 10        | Die Taten des Bösen                                                 | What Devil Do            | 10. März 2016        | 13. Dez. 2016                         | Millicent Shelton | Mike Daniels                                                          |
| 11         | 11        | Brüche und Kontinuitäten                                            | The Breach               | 17. März 2016        | 20. Dez. 2016                         | Steven DePaul     | Wolfe Coleman                                                         |
| 12         | 12        | … denn ich habe gesündigt                                           | For I Have Sinned        | 24. März 2016        | 3. Jan. 2017                          | Steven DePaul     | Mike Daniels                                                          |
| 13         | 13        | Eine letzte Lüge                                                    | Full Circle              | 31. März 2016        | 10. Jan. 2017                         | Paul McCrane      | Jack Orman                                                            |

### Staffel 2
| Nr. (ges.) | Nr. (St.) | Deutscher Titel                           | Originaltitel           | Erstausstrahlung USA |
| ---------- | --------- | ----------------------------------------- | ----------------------- | -------------------- |
| 14         | 1         | Denen man nicht vergibt                   | Unforgiven              | 5. März 2017         |
| 15         | 2         | Im Auge des Hurrikans                     | Eye of the Hurricane    | 12. März 2017        |
| 16         | 3         | Geisterjagd                               | Ghost Hunt              | 19. März 2017        |
| 17         | 4         | Töchter des Bösen                         | Daddy's Girl            | 26. März 2017        |
| 18         | 5         | Gefallene Engel und des Teufels Lieblinge | Sweet Caroline          | 2. Apr. 2017         |
| 19         | 6         | Zum Schluss die Wahrheit                  | Fracture                | 9. Apr. 2017         |
| 20         | 7         | Was wird nun aus uns?                     | A House Divided         | 16. Apr. 2017        |
| 21         | 8         | Stahl im Netz                             | Unpaid Debts            | 23. Apr. 2017        |
| 22         | 9         | Hexenkessel                               | Chaos Is Come Again     | 30. Apr. 2017        |
| 23         | 10        | Die Liebe in den Zeiten der Brutalität    | Whoever Fights Monsters | 7. Mai 2017          |
| 24         | 11        | Die Art der Gnade                         | The Quality of Mercy    | 14. Mai 2017         |
| 25         | 12        | Lügen hinter der Maske...                 | Behind the Mask         | 21. Mai 2017         |
| 26         | 13        | … und das Blut im Licht der Tatsachen     | Broken Dolls            | 21. Mai 2017         |